# Grau (arts marcials)
En les arts marcials, el grau que té un cert practicant és el nivell que ha assolit. Segons l'origen, l'època i l'escola s'han classificat de diferents formes.

## Japó

### Sistema Menkyo
És l'utilitzat per les escoles més tradicionals, com la Shindo Musso Ryu Jojutsu, Muso Shinden Ryu, Tenshin Shoden Katory Shinto Ryu, etc.
En aquest sistema no hi ha exàmens, i els graus són atribuïts únicament pels professors de màxim nivell, que han assolit el Menkyo Kaiden. És un sistema molt tancat que està més enfocat a perpetuar la tradició que a donar una gran difusió a la pràctica.
Segons l'escola hi ha un nombre diferent de graus o nivells anomenats:
- Oku iri sho
- Oku iri
- Shomokuroku
- Mokuroku
- Gomokuroku
- Menkyo
- Menkyo kaiden

### Kiu / Dan
Comú a altres arts japoneses, és el més conegut a occident. Va ser utilitzat per primera vegada dins les arts marcials per en Jigoro Kano que l'aplicà al Judo. Posteriorment l'han adoptat el karate, aikido, kendo, iaido, jodo, bojutsu, etc. També és utilitzat per altres arts marcials no japoneses, com el taekwondo.
Dins aquest sistema hi ha dos grans grups de graus, els kiu i els dan. Cada art marcial, país o professor té les seves peculiaritats, però en general podem dir que:

### Els kiu
Són atribuïts per cada professor a dins el seu dojo, i normalment no se'n duu un registre exhaustiu per part de les federacions o les escoles:
- Mukiu. És l'absència de grau. (Mu vol dir buit en japonès)
- Gokiu. 5è kiu. En algunes arts marcials, com el judo o el karate se sol dur un cinturó de color groc. S'atorga després d'alguns mesos de pràctica.
- Ionkiu. 4t kiu. És l'equivalent al cinturó taronja de judo o karate
- Sankiu. 3r kiu. Equival al cinturó verd
- Nikiu. 2n kiu. Equival al cinturó blau
- Ikkiu. 1r kiu. Equival al cinturó marró

### Els dan
Són atribuïts per un professor o per un tribunal autoritzat expressament per cada escola o federació i se'n du un registre exhaustiu.
- Shodan, 1r dan. Normalment s'hi pot optar després d'un any com a 1r kiu i amb 14, 15 o 16 (segons els països i disciplines) anys complerts.
- Nidan, 2n dan. Cal entre 1 i 2 anys (segons països i disciplines) des del shodan.
- Sandan, 3r dan. Entre 2 i 3 anys després del nidan.
- Iondan, 4t dan. Entre 2 i 4 anys després del sandan.
- Godan, 5è dan. Entre 5 i 7 anys després del iondan.
- Rokudan, 6è dan. Entre 6 i 10 anys després del godan.
- Nanadan, 7è dan. Entre 7 i 12 anys després del rokudan.
- Hachidan, 8è dan. Entre 8 i 15 anys després del nanadan.
- Kudan, 9è dan. Normalment no s'atorga en l'actualitat
- Judan, 10è dan. Actualment no s'atorga.

### Titulacions d'ensenyament
A dins molts de països, en què l'ensenyament esportiu i/o d'arts marcials està regulat hi ha uns requísits i titulacions pròpies, però, al marge d'aquestes, hi ha uns graus tradicionals d'ensenyament en arts marcials que es donen de forma independent al grau:
Al Japó, a les escoles d'armes els graus d'ensenyament són:
- Renshi
- Kyoshi
- Hanshi

Modernament a dins l'Aikido, l'Aikikai ha establert un sistema de titulació propi:
- Fukushidoin
- Shidoin
- Shihan